# Хамал, Раджеш
Раджеш Хамал (непальск. राजेश हमाल; род. 9 июня 1964 года, Тансен, Непал) — непальский актёр, певец, телеведущий и модель. Дебютировал в 1991 году. Хамал был одним из самых высокооплачиваемых непальских актёров на протяжении 1990-х и 2000-х годов.
Хамал дебютировал в качестве актёра в фильме своего дяди Yug Dekhi Yug Samma в 1991 году. С тех пор он снялся в более чем 200 фильмах за свою карьеру, охватывающую почти три десятилетия. Он широко известен как одна из самых влиятельных личностей в непальском кино. Он также провел первый сезон непальской версии Кто хочет стать миллионером? под названием Ko Bancha Crorepati (2019).

## Биография
Родился в городе Тансен, в Западном регионе Непала. Отец – Чуда Бахадур Хамал, непальский дипломат, на тот момент являлся послом в Пакистане, много лет также являлся послом Непала в СССР, мать – Рену Хамал. Третий ребёнок в семье, имеет трёх сестёр и брата. В детские годы из-за профессии отца много раз менял место жительства, жил в Катманду, Бангкоке, Нью-Дели, Москве. Начинал учиться в Пенджабском университете в Чандигархе. Во время учёбы в Делийском университете работал фотомоделью в индийском журнале «Fashion Net». Организовал показ мод в Непале при поддержке Ассоциации женщин посольства Индии в конце 80-х годов.
В 1991 году был приглашён режиссёром Дипаком Райамайджи на главную роль в кинофильме «Yug Dekhi Yug Samma».
Вследствие многолетнего проживания в Москве, бегло разговаривает на русском языке.

## В медиа
Хамала часто называют «Маханаяк» и «Раджеш Дай». Каришма Манандхар, непальская актриса, сказала, что если бы Хамал баллотировался на пост мэра Катманду, она бы проголосовала за него.
В июле 2019 года индийские СМИ Aaj Tak сравнили Хамала с индийскими актёрами Амитабхом Баччаном и Шахрухом Кханом. Aaj Tak наптсали: 
«Раджеш-такая суперзвезда, которая удостоилась звания мегазвезды. Кроме того, 55-летний Раджеш по-прежнему популярен среди непальских кинолюбителей, что похоже на фэндом суперзвезд Болливуда — Амитабха и Шахрух».

## Награды
| Год  | Премия               | Категория    | Фильм               | Результат | Ссылка |
| ---- | -------------------- | ------------ | ------------------- | --------- | ------ |
| 1991 | National Film Awards | N/A          | Yug Dekhi Yug Samma | Победа    | [ 9 ]  |
| 2003 | Lux Film Awards      | Лучший актёр | Muktidata           | Победа    | [ 10 ] |